# Heidekamp
Heidekamp (niederdeutsch Heidkamp) ist eine Gemeinde im äußersten Norden des Kreises Stormarn in Schleswig-Holstein. Die Siedlungen Fleischgaffel, Nachtkoppel und Schuhwiese liegen im Gemeindegebiet.

## Geografie
Heidekamp liegt bei Reinfeld an der Heilsau.

## Geschichte
Heidekamp, eine ursprünglich slawische Gründung, wurde erstmals 1352 erwähnt. Es gehörte damals zum Kloster Reinfeld. Nachdem dieses im Zuge der Reformation aufgelöst worden war, kam der Ort zum landesherrlichen Amt Reinfeld.
Im Jahre 1654 wurde Heidekamp niedergelegt und in einen Meierhof umgewandelt. Mit Aufhebung der Leibeigenschaft wurde das Dorf 1743 als Parzellistengemeinde neu gebildet. Nach der Annexion Schleswig-Holsteins durch Preußen wurde der Ort 1867 in den neu gegründeten Kreis Stormarn eingegliedert und kam als Landgemeinde mit Einführung der preußischen Kommunalverfassung 1889 zum Amtsbezirk Neuhof.
Durch ausgebombte Oldesloer und die Ansiedlung von Heimatvertriebenen verdoppelte sich die Einwohnerzahl nach dem Krieg auf 318. Im Jahre 1948 wurde Heidekamp Mitglied des Amtes Reinfeld-Land. Dem Wasserbeschaffungsverband Reinfeld-Land trat der 1960 bei. Im Jahre 1967 gehörte er zu den Mitbegründern des Schulverbandes Reinfeld. Seit der kommunalen Neugliederung 1972 gehört Heidekamp zum Amt Nordstormarn.

## Politik

### Gemeindevertretung
Bei der Kommunalwahl 2023 errang die Kommunale Wählervereinigung Heidekamp alle neun Sitze in der Gemeindevertretung. Die Wahlbeteiligung betrug 57,9 Prozent.

### Wappen
Blasonierung: „In Silber ein blauer Wellenbalken, begleitet oben von einem linksgewendeten grünen Heidestrauchzweig mit roten Blüten und unten von einem bewurzelten, ausschlagenden grünen Baumstumpf.“

## Bildung
Die Fahrbücherei im Kreis Stormarn hält im Drei-Wochen-Rhythmus an einem Haltepunkt in Heidekamp.